# Streblosoma longiremis
Streblosoma longiremis är en ringmaskart som beskrevs av Maurice Caullery 1915. Streblosoma longiremis ingår i släktet Streblosoma och familjen Terebellidae. Inga underarter finns listade i Catalogue of Life.